# Степ (видання)
«Степ», белетристичний збірник, виданий 1886 у Петербурзі гуртком херсонських літераторів на чолі з Д. Марковичем, українською та російською мовами. У збірнику вміщено поезії (Дніпрової Чайки, П. Тулуба, А. Конощенка, П. Залозного), оповідання (Д. Мордовця, І. Нечуя-Левицького, Д. Марковича, А. Бравнера), драму І. Карпенка-Карого «Бондарівна», фолкльорно-етнографічні матеріали Олени Маркович (119 весільних пісень, записаних у Єлисаветградському пов.), наукові розвідки (Марії Ганенко, О. Русова, К. Шрама) та інші.
«Степ», альманах письменства, науки і громадське життя (фактично 4 кн. ж. «Основа» з 1915), вийшов за дозволом військ. влади в Одесі 1916; ред. А. Ніковський.. На початку 1885 року до Херсону з Єлисаветграда було заслано членів українофільського гуртка, що існував при земстві. Сюди переїхали Олександр та Софія Русови, Феофан Василевський, який на півдні вже одружиться з Людмилою Березіною (Дніпровою Чайкою), Дмитро та Олена Марковичі , Борис Грінченко та інші. Всі вони працювали в губернському земстві і сворили Херсонський гурток під керівництвом О. Русова, який існував неповних півтора року. Внаслідок праці гуртківців було видано альманах «Степ». Херсонський балетристичний збірник, редактором якого був Д. Маркович.
Альманах побачив світ у 1886 році у Петербурзі. Вказаними роками вже активно діяли Емський указ та Валуєвський циркуляр, що стають немалою перепоною у розвитку альманаху.
2-4 листопада 1887 року в Херсоні відбувся з'їзд земських статистиків губернії, до жандармського управління надійшов анонімний допис. Унаслідок цього розпочали переслідування українофілів. Гурток Русова припинив своє існування.
Що стосується Емського указу та Валуєвського циркуляру, то Емський указ не лише забороняв друк українською мовою, але й накладав вето на ввіз українських книг і брошур із-за кордону. Під час дії цих жорстоких циркулярів на території Росії не з'явилося жодної газети чи журналу українською мовою.
Український народ чекав «Відродження» рідної культури. І воно прийшло у вигляді херсонського белетристичного альманаху «Степ».
«Вихід першого літературного збірника «Степ» у Херсоні стало значним культурно-політичним явищем в Україні, — вважає автор нарису про херсонський часопис Микола Каляка, — «Степ» став четвертим альманахом, де надруковано більшість творів саме українською мовою.» видання альманаху стало можливим завдяки тому, що його ідеєю пройнявся гурток українців Петербурга. Тут і був надрукований журнал.
Коли саме видано перший номер альманаху достеменно невідомо. За словами Івана Франка
«…ця книжечка вийшла ще під кінець 1886 р….» — так що можна припустити що йдеться і про грудень, проте точна дата залишається невизначеною.
«Протягом кількох місяців «Степ» мандрував лабіринтами царської цензури, а херсонці з нетерпінням чекали дозволу на друк. У листі до М. Грушевського від 24 березня 1886 року Д. Маркович повідомляв: «Степ» поїхав у „Главное Управление по делам печати“. Коли розрішать незнаю; коли друкуватимем — не знаю. Коли прийде, тоді і в друкарню піде.»
Честь відкрити перший номер белетристичного збірника «Степ» випала відомому на той час російському поету, юристу — Павлові Тулубу — віршем «В степи»:
"По степи проезжал я раздольной…
Полный месяц на небе сіялъ,
Ветер юга прохладный и вольный
Мне с любовью лицо целовал…"
Наступним твором опублікованим в альманасі, було оповідання «Будяк» відомого петербурзького письменника Данила Мордовця. Цей твір подано українською мовою без українських літер, як вимагалось у царській Росії:
«-Ни, серце, тепер пиду до свиту доли шукати…»
Відомий на той час письменник Д. Маркович став ініціатором і організатором видання альманаху. Юрист за освітою й фахом він щиро любив літературу. У випуску «Степу» Марковичу всіляко допомагали подружжя Русови. Олександр був знайомий з Панасом Мирним, товаришував з М. Старицьким, М. Лисенком, П. Чубинським. Не відставала і від подружжя Русових і дружина Марковича, Олена Іванівна, котра виступила з цікавою статтею «Свадебные песни в Елисаветградском уезде». В херсонському літературному збірнику виступив Михайло Грушевський. Йому тоді було лише двадцять років. Майбутній перший президент України, видатний український вчений, державний, політичний діяч.
Альманах «Степ» — це перше видання, яке з'явилося на Півдні України за російського царювання. «Степ» — особлива праця патріотів. У ньому взяло участь близько двадцяти авторів. Обсяг збірки — понад 400 сторінок.
«Перший номер альманаху засвітив зорю надії на відновлення української державності, став духовним островом світла, до якого потяглися наддніпрянці, розбуджуючись рідним словом» М. Каляка.
Херсонський військовий генерал-губернатор негайно видав розпорядження вислати усіх підозрілих, політично неблагонадійних осіб у голодний і холодний степ, а ініціатора і організатора Дмитра Марковича заслати на Кубань. З Кубані він подався у Польщу, бо йому заборонили обіймати службові посади в Україні. Після приходу до влади Центральної Ради Д. Марковичу було запропоновано стати в уряді Головним прокурором.
Одночасно з укладачем альманаху було видворено за межі Херсонської губернії і Софію Русову, статтю якої оцінили так : « Изложены в ней причины не совсем дружелюбного отношения русской печати ко всему малорусскому». Данилу Мордовцю не дозволили проживати в місті.
На довгі роки про «Степ» навіть не дозволялося згадувати. І тільки під час нового потепління, коли стали м'якшими утиски українських журналістів і газет, знову зародився проєкт скласти новий, другий примірник альманаху «Степ» у Херсоні в 1901 році. Та реалізувати його через цензурне переслідування не вдалося.
У 1910 році була змога відновити випуск альманаху. Другий випуск готувався у Києві. Оповідання упоряднику надіслав молодий, тоді ще невідомий Михайло Івченко. Перед цим він відважився дати твір на суд видатному письменникові В. Короленко. При цьому альманах не вийшов. Про цей збірник Микола Чернявський сказав: «Повіяло бурею, запахло грозою і новий альманах наш осів на дно». І ще додав: «Велич життя в тому, щоби жити для людей і щоб вони могли зробити хоча б один крок до свого щастя».
1941–1944 роки німецькі загарбники тимчасово окупували Херсон спалили і зруйнували не лише підприємства, порт, телефонну мережу, а й пограбували культурно-освітні і наукові установи, школи, бібліотеки. Згоріло майже 75 тисяч томів у педагогічному інституті. Знищено і вивезено й велику кількість книжок художніх творів. Окупанти знищили більше, як 300 тисяч томів. Від рук грабіжників і вбивць загинув не тільки альманах «Степ», а й збірники «З потоку життя», «Перша ластівка».
Усі хто у 1886, 1905 і 1910 роках брав участь, організовував, видавав, друкував статті, поезії, оповідання, закладали коріння пам'яті, працювали на Україну, на її державність . І дуже приємно, що, не зважаючи на підле схоронення українського слова, прикритий утиск політичною демагогією московських «вождів народів», українська мова жила, боролася і перемагала.
1.2. Тільки через 105 років, у 1991 році, на Херсонщині знову з'явився альманах «Степ», другий за номером, перший за числом у ХХ столітті. Засновником його стало обласне управління культури. Альманах вийшов за два місяці до прийняття Верховною Радою Декларації про незалежність України.
Вихід поновленого випуску став можливим завдяки організаторським здібностям місцевого журналіста Василя Піддубняка. Видавці запросили до участі в ньому провідних діячів культури і мистецтва Наддніпрянщини.
У скрутний для української мови та літератури час збірник «Степ» вийшов тиражем 1200 примірників та коштував 1 р. 25 коп. «Степ» став четвертим українським альманахом, в якому більшість матеріалів були опубліковані українською мовою, і другим виданням, яке з'явилося на півдні України за російського царювання. Перед цим в Одесі з'явився альманах «Нива» (1885), редактором якого був той же Д. Маркович.
На обкладинці копії оригіналу «Степу», що зберігається в Херсонській та Одеській обласних наукових бібліотеках, зазначено: «Степ. Херсонський белетристичний збірник. — Херсон, 1886. — С.-Петербург. Типографія В. О. Балешева». На підтвердження цього виступають рецензії Івана Франка: «В р. 1886 спромоглися херсонці на белетристичну збірку „Степ“, що вийшла, одначе, не в Херсоні і не в Одесі, а в Петербурзі» [12, 383]; «Хоч ця книжка вийшла ще під кінець 1886 р., згадуємо її тут тому, що в Галичині вона стала відомою лише в цьому році» [11, 114]. Отже, з цих двох записів можна зробити висновок, що альманах вийшов у 1886 р. у С.-Петербурзі.
Проте є науковці, котрі не погоджуються із цими вихідними даними. Так, запорізький краєзнавець та історик літератури А. Бойко припускає, що херсонський белетристичний альманах «Степ» насправді вийшов у 1893 р., а не в 1886 р. Він стверджує, що збірка побачила світ у Харкові, зазначаючи: "посередині шмуцтитулу читаємо: «… Харьковского сборника историко-филологического общества, 1893 г., Харьков. Типография губернского правлення» [1, 304]. І справді, на шмуцтитулі копії оригіналу «Степу», що зберігається у Херсонській обласній універсальній науковій бібліотеці розбірливо видрукувано: «Харьковского сборника историко-филологического общества, 1893 г., Харьков. Типография губернского правлення». Також до копії приклеєно дві вирізки із тогочасних газет. Саме спираючись на зміст цих заміток, дослідник А. Бойко робить висновки щодо часу та місця видання «Степу»: «На звороті титульної сторінки маємо дві наклеєні вирізки з газет. Перша, скоріше за все, — замітка з губернської газети у відповідь на публікацію в столичній газеті повідомлення про друкування альманаху „Степ“. Друга — стаття з петербурзької газети „Новое время“, на яку посилається автор губернської замітки. Звертаючись до маргіналій і змісту статті з „Нового времени“, можна спробувати реконструювати події. Вони можуть виглядати таким чином. Вихід статті у столичній газеті спровокував урядову увагу і, як наслідок, додаткові заходи уряду. Відтак, вже відданий до друку альманах було повернено на додаткову цензуру і … заборонено» [1, 305].
Зміст першої замітки такий: «Новое время» сообщает о готовящемся выходе нового детища украйнофильских муз — сборника «Степь». Судя по краткому изложению содержания сборника, приводимому газетой, и здесь, в тысячний раз украйнофилы стараются доказать полное отсутствие «политики» в их учении. По всей вероятности и эта попытка будет столь же неудачной, как и все предшествовавшие ".
Однак друга замітка цікавіша та інформативніша за змістом:
«В Петербурге печатается в настоящее время херсонский литературный сборник „Степь“. Сборник был составлен еще прошлой зимою, цензурою разрешен в конце мая, а выйдет в свет в конце текущего сентября. Большая часть сборника заполнена статьями, написанными по-малорусски. Таковы „Невынна“ оповидання (повесть) Левицкого, „Бондаривна“ драма Карпенко-Карого, „Будяк“ Мордовцева, „Тирса“ Бистрого, „Тарасенко“, рассказ Пенчукивця, „Бидна дивчина“ оповидання Заволоки, несколько стихотворений Днепровой Чайки, В. Чайченко и т. д.»
В сборнике имеются, впрочем, и русские статьи: „Областное начало земской статистики“ А. Русова, „Несколько слов по поводу отношения северо-русской литератури к югу России“ С. Р., „Свадебные песни в Елисаветградском уезде“ Е. Маркевича и проч.»